# Villenkolonie Prinz-Ludwigs-Höhe
Die Villenkolonie Prinz-Ludwigs-Höhe (amtlich: Prinz Ludwigshöhe) ist eine Villenkolonie im Süden Münchens.

## Lage
Die Villenkolonie liegt in den Stadtteilen Thalkirchen und Solln im Süden Münchens auf dem Isarhochufer. Der Isarhang selber bildet die Ostgrenze der Siedlung, wobei die Gärten der auf dem Hochufer gebauten Villen sich auch den Isarhang hinab und über an einen schmalen Streifen an dessen Fuß erstrecken, durch den der Wenzbach fließt. Die südliche Grenze bildet die zur Großhesseloher Brücke führende Bahnstrecke. Im Norden ist die Josephinenstraße die letzte Straße der Siedlung, daran schließt sich das Gelände des Krankenhauses Martha Maria an. Im Westen reicht die Villenkolonie bis an die Wolfratshauser Straße.

## Name
Die Villenkolonie hat ihren Namen von der „Waldrestauration Prinz Ludwigshöhe“ übernommen, einem von Wald umgebenen Ausflugsgasthof, der ähnlich wie der Gutshof Menterschwaige auf der gegenüberliegenden Isarseite direkt am Isarhochufer lag. „Prinz Ludwig“ bezieht sich dabei auf den Sohn des Prinzregenten Luitpold, den späteren König Ludwig III. Ab 1893 gab es in der Nähe des Gasthofs auch einen Bahnhof der Isartalbahn namens Prinz-Ludwigshöhe.

## Geschichte

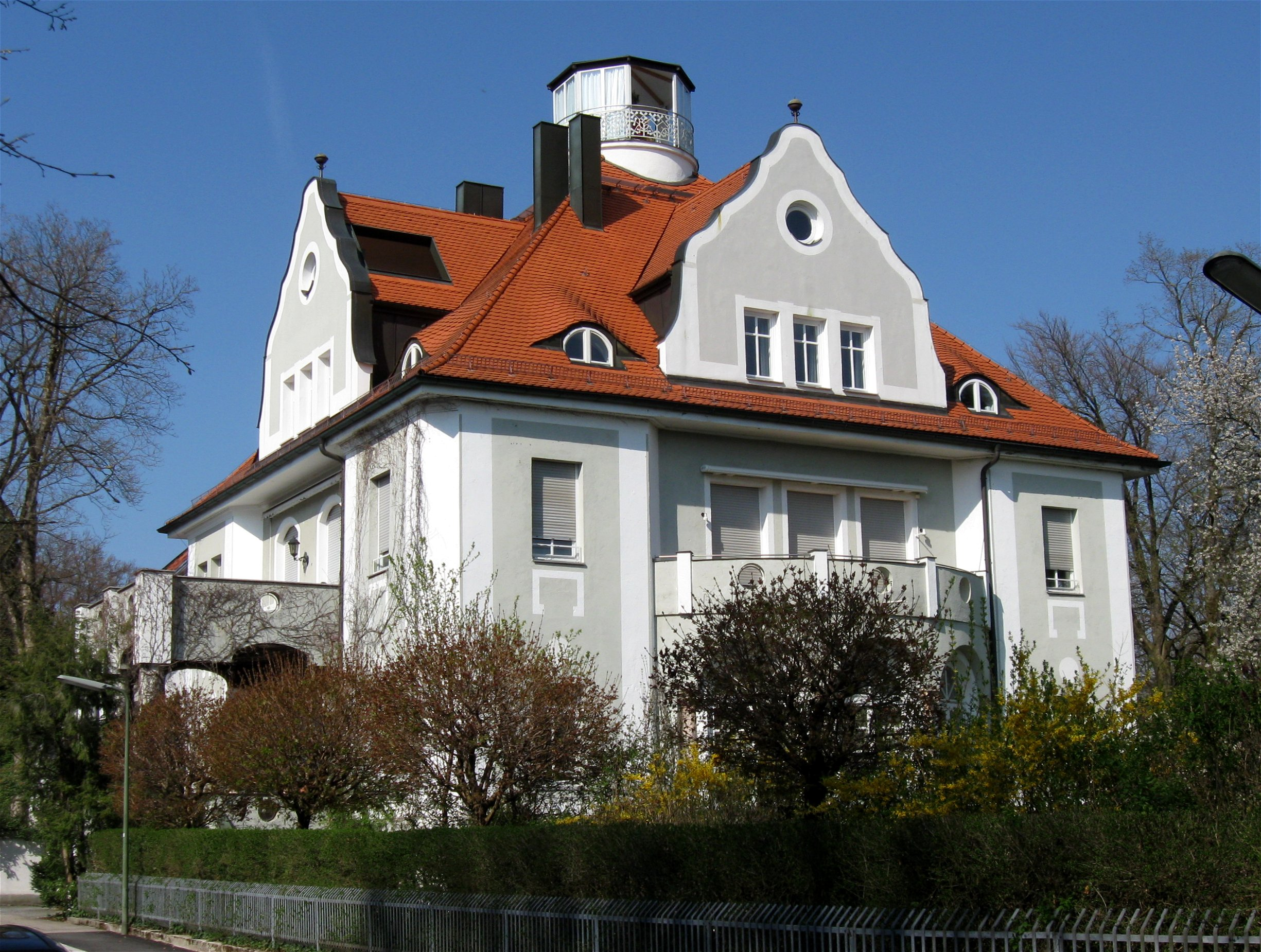
Villa Pössenbacherstraße 21

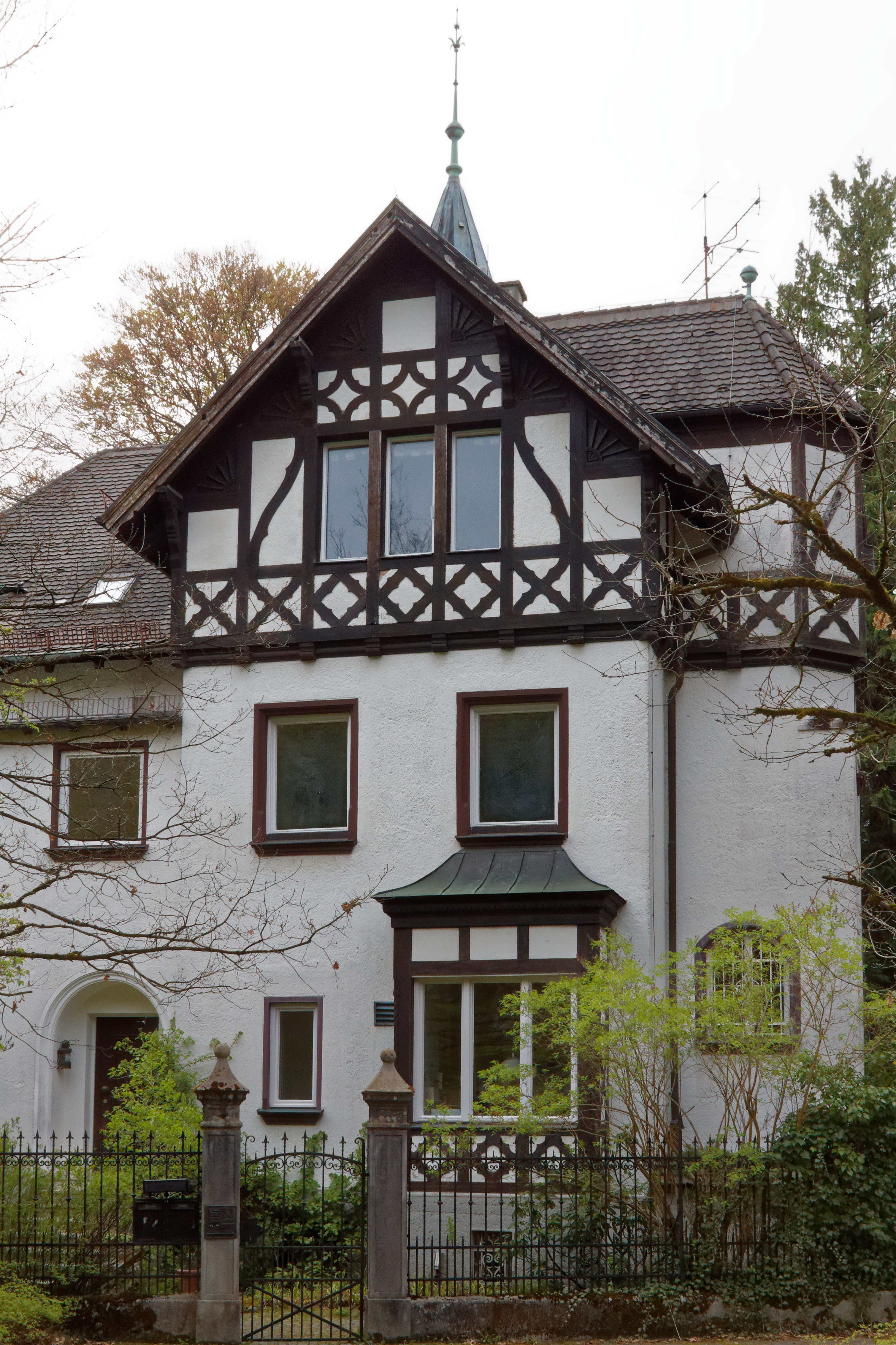
Villa Borscht

Gegen Ende des 19. Jahrhunderts erwarben die durch Jakob Heilmann gegründeten Terraingesellschaften Land südlich von München in den damals noch eigenständigen Gemeinden Solln und Thalkirchen. Auf dem Areal östlich der Bahnstrecke München–Lenggries entstand die Villenkolonie Prinz-Ludwigs-Höhe, westlich der Bahnstrecke die Villenkolonie Solln.
Als erstes wurde ab 1895 das Gelände im Winkel zwischen dem Isarhochufer und der von der Wolfratshauser Straße abzweigenden Straße nach Großhesselohe bebaut. Dieses Gebiet gehörte zur damals noch eigenständigen Gemeinde Thalkirchen, die 1900 nach München eingemeindet wurde. Die Großhesseloher Straße bildete die Grenze zur benachbarten Gemeinde Solln.
Auf der Ostseite der Bahnstrecke der Isartalbahn wurde entlang den Gleisen etwa parallel zum Isarhochufer die Heilmannstraße anstelle eines bereits früher dort vorhandenen Wegs angelegt. Auf der Westseite der Bahnstrecke verlief die Albertstraße (heute Knotestraße) parallel zu den Gleisen. Zwischen Albertstraße und Großhesseloher Straße entstand ein Netz annähernd rechtwinklig zueinander in leichtem Bogen verlaufender Straßen, von denen die zur Großhesseloher Straße parallelen Straßen ebenso wie diese in spitzem Winkel auf die Albertstraße mündeten.
Die größten (und teuersten) Grundstücke lagen östlich an der Heilmannstraße, von wo aus man in das Isartal hinabblicken konnte, und enthielten meist das Hauptgrundstück auf der Hochterrasse, den Steilhang und einen kleineren Streifen auf der unteren Isarterrasse. Die kleinsten Grundstücke (ca. 130–450 m²) lagen entlang der Josefinenstraße am Nordrand der Villenkolonie. Teils ließ Littmann selber Villen errichten, die dann mitsamt dem Grundstück verkauft wurden, teils erwarben die Käufer nur das Grundstück und bauten dort ein eigenes Haus.
Ab Beginn des 20. Jahrhunderts wurde dann auch der Bereich zwischen Großhesseloher Straße und Wolfratshauser Straße erschlossen, das auf dem Gebiet der damals noch selbständigen Gemeinde Solln lag, die erst 1938 nach München eingemeindet wurde. Hauptverkehrsachsen dieses Gebiets wurden die Albertstraße (heute Heinrich-Vogel-Straße), die an der Großhesseloher Straße von ihrem Verlauf entlang der Isartalbahn (heute Teil der Knotestraße und der Ludwigshöher Straße) nach Westen abknickte, und die Albrecht-Dürer-Straße (heute Irmgardstraße) in Nord-Süd-Richtung.

## Denkmalschutz
Im Gegensatz zu anderen Villenkolonien Münchens wie z. B. der Villenkolonie Gern steht die Villenkolonie Prinz-Ludwigs-Höhe nicht unter Ensembleschutz. Viele der alten Villen wurden bereits durch moderne Eigentumswohnanlagen ersetzt. Einige der alten Villen sind jedoch als Einzeldenkmäler geschützt:
- Friedastraße Nr. 13, 14, 16/18 und 28
- Großhesseloher Straße Nr. 1, 8, 11, 19a/21 und das ehemalige Zollhaus an der Wolfratshauser Straße
- Heilmannstraße Nr. 4, 5, 8, 10, 11c, 15/17, 19, 21, 25, 27, 29, 31, 33, 43, 45, 47
- Heinrich-Vogel-Straße Nr. 1, 1a, 5, 5a, 9, 11, 12, 14, 17, 18
- Idastraße Nr. 18
- Irmgardstraße Nr. 1, 9, 10, 11, 13, 15, 17/19, 18, 21, 23, 28
- Josephinenstraße Nr. 4/6/8/10/12, 11, 17/19, 18b, 21/23
- Karl-Singer-Straße Nr. 2, 5
- Knotestraße Nr. 14 (die ehemaligen Nr. 8 und 10 sind jetzt Heinrich-Vogel-Straße Nr. 1a und 5a)
- Ludwigshöher Straße Nr. 12, 19, 25, 27/29, 31, 33/35, 37, 39, 41, 43
- Paulastraße Nr. 7
- Pössenbacherstraße Nr. 2, 2b, 4, 5, 7, 8, 9, 11, 21
- Sohnkestraße Nr. 1, 12, 15

1904 wurde die Interessenvereinigung Prinz-Ludwigs-Höhe e. V. mit dem Ziel gegründet, die Eigenheiten und die Struktur des Viertels zu bewahren.